# Delegat sindical
Delegat sindical és la persona escollida per part dels treballadors d'una empresa afiliats a una determinada organització sindical, de manera que el delegat sindical n'esdevé llur representant davant de l'empresa, de les autoritats competents, o davant dels òrgans unitaris de representació dels treballadors que puguin existir al si de l'empresa (comitè d'empresa o, en el seu cas, delegat de personal).
Tot i la semblança de la denominació utilitzada ("delegat"), el delegat sindical i el delegat de personal són càrrecs diferents, cada un amb les seves atribucions particulars. El primer, representa només als afiliats al seu sindicat; i el segon, representa a tots els treballadors de l'empresa, independentment de la seva afiliació sindical o no-afiliació, ja que ha estat escollit pel conjunt dels treballadors. Tot i que aquesta dualitat existeix en la majoria de països europeus, els quals han establert per llei la institució al si de les empreses d'òrgans unitaris (delegats de personal, comitès d'empresa) per a representar els treballadors, hi ha països on el legislador no entra en les relacions laborals i es confia que empresaris i treballadors sabran trobar pel seu compte la forma de defensar els propis interessos i, si és el cas, de negociar acords: en aquests països de concepció liberal sí que el delegat sindical i les organitzacions sindicals tenen tot el protagonisme i, de fet, acostuma a ser els països on els sindicats tenen lògicament una major taxa d'afiliació. Aquesta concepció de relacions directes, sense la interferència d'institucions intermèdies com els comitès d'empresa, és la que als Països Catalans defensa tradicionalment la històrica CNT. En realitat, existeix un debat ideològic que ve de lluny.

## Els delegats sindicals als Països Catalans
Els diferents sistemes jurídics vigents als Països Catalans (el francès, l'espanyol i l'andorrà) són dels que estableixen l'existència d'òrgans representatius unitaris, però justament per això les seves respectives lleis laborals també regulen l'àmbit d'actuació dels sindicats i les seves seccions sindicals, així com dels delegats sindicals.
A Andorra es reconeix al delegat sindical el dret de disposar dels permisos no retribuïts necessaris per a exercir la seva tasca sindical, i disposa de les mateixes garanties de protecció que els delegats dels assalariats i els membres dels comitès d'empresa (bàsicament impossibililitat de ser acomiadat o sancionat en motiu de la seva feina sindical). A més, té dret d'accés als centres de treball de l'empresa per tal de participar o assistir a les activitats pròpies del seu sindicat o del conjunt dels treballadors, i pot promoure les eleccions sindicals en l'àmbit de l'empresa.
A l'estat espanyol la llei concedeix un quadre de drets i proteccions semblant, però és més precisa a l'hora de determinar quants delegats sindicals poden existir a cada empresa, cosa que es fa segons la talla de l'empresa (fins a 750 treballadors, un delegat; i a partir d'aquí, més segons el nombre de treballadors de la plantilla).
A l'estat francès (i per tant a la Catalunya Nord), la llei també estableix una taula per a determinar el nombre de delegats segons la talla de l'empresa (fins a 999 treballadors, un delegat; i a partir d'aquí, més segons la plantilla de l'empresa). En el cas francès, el delegat sindical (délégué syndical) disposa, però, d'un quadre de competències superior i les hores de disponibilitat són considerades hores de treball. Entre les seves competències hi ha l'obligació de l'empresari de negociar amb ell, un cop l'any, alguns temes importants com l'actualització dels salaris i dels temps de treball.